# Halictus ochropus
Halictus ochropus är en biart som beskrevs av Blüthgen 1923. Halictus ochropus ingår i släktet bandbin, och familjen vägbin. Inga underarter finns listade i Catalogue of Life.